# ماريا نازاريثي فراني أزيفيدو
ماريا نازاريثي فراني أزيفيدو (من مواليد 15 أغسطس 1957) دبلوماسية برازيلية. هي سفيرة البرازيل لدى الأمم المتحدة.

## الحياة
ولدت أزيفيدو في أليغري عام 1957. تدربت لتصبح دبلوماسية في معهد ريو برانكو وانضمت إلى السلك الدبلوماسي عام 1982 كسكرتيرة ثالثة. تمت ترقيتها إلى سكرتيرة ثانية في عام 1986.
في عام 2001 حصلت على درجة الدكتوراه من معهد ريو برانكو عندما دافعت عن أطروحتها حول «المبدأ الوقائي والاتفاق بشأن تطبيق تدابير منظمة التجارة العالمية الصحية وتدابير الصحة النباتية - الآثار المترتبة على عملية الإصلاح الزراعي».
في 14 سبتمبر 2016 تم تعيينها سفيرة لبلدها لدى الأمم المتحدة. خلفت ريجينا ماريا كورديرو دنلوب التي أصبحت سفيرة للبرازيل في لاهاي.
في 15 مارس 2019 انسحبت من حديث للسياسي الشهير جان ويليز في جنيف. اعترضت على اتهام ويليز بأن صديقته عضوة المجلس مارييل فرانكو قُتلت على يد عائلة الرئيس جاير بولسونارو. تم القبض على اثنين من المشتبه بهم قبل أيام فقط.